# Scott Chipperfield
Scott Kenneth Chipperfield (Sydney, 30 dicembre 1975) è un allenatore di calcio ed ex calciatore australiano con passaporto svizzero, di ruolo centrocampista.

## Biografia
Anche suo figlio Liam è un calciatore professionista.

## Carriera

### Club
Dopo il debutto in patria nelle file del Wollongong Wolves, con cui ha vinto due A-League, nel 2001 ha firmato per il Basilea, dopo un fallimentare provino con gli inglesi del Bolton Wanderers. Titolare fisso del centrocampo renano, nella lunga permanenza a Basilea ha vinto sei Super League e cinque Coppe Svizzere. Con essi ha inoltre debuttato nella fase finale di Champions League il 6 novembre 2002 in un Basilea - Manchester United 1-3. Nonostante un interessamento del Charlton Athletic nel luglio 2006, ha rinnovato il suo contratto fino al giugno 2009.
Nel 2012 ha firmato per l'Aesch, club svizzero dell'omonima cittadina. Ha lasciato il club nel 2016, dopo una serie di polemiche legate al mancato pagamento di parte del suo stipendio.
Ha anche vinto due Johnny Warren Medal, tributo al miglior giocatore del Campionato australiano.

### Nazionale
Ha esordito con la Nazionale di calcio dell'Australia nel settembre del 1998 contro le Isole Fiji. È molto conosciuto in Australia per essere stato l'unico calciatore "europeo" ad aver partecipato alla Coppa delle nazioni oceaniane 2002 in Nuova Zelanda, torneo che non è stato finanziato dalla Federazione calcistica dell'Australia e per disputare il quale i giocatori si sono dovuti pagare da soli le spese per il viaggio.
È stato selezionato nella squadra che ha partecipato alla Coppa del Mondo del 2006 in Germania, dopo aver preso parte agli spareggi qualificazione contro l'Uruguay del 2005. Nel Mondiale ha ricoperto un ruolo fondamentale nella squadra, sia come centrocampista sia come difensore, venendo considerato uno dei migliori giocatori australiani al torneo.
Chipperfield ha fatto parte anche della squadra che ha preso parte alla Coppa del Mondo del 2010 in Sudafrica.

## Statistiche

### Cronologia presenze e reti in nazionale
| Cronologia completa delle presenze e delle reti in nazionale ― Australia | Cronologia completa delle presenze e delle reti in nazionale ― Australia | Cronologia completa delle presenze e delle reti in nazionale ― Australia | Cronologia completa delle presenze e delle reti in nazionale ― Australia | Cronologia completa delle presenze e delle reti in nazionale ― Australia | Cronologia completa delle presenze e delle reti in nazionale ― Australia | Cronologia completa delle presenze e delle reti in nazionale ― Australia | Cronologia completa delle presenze e delle reti in nazionale ― Australia |
| Data                                                                     | Città                                                                    | In casa                                                                  | Risultato                                                                | Ospiti                                                                   | Competizione                                                             | Reti                                                                     | Note                                                                     |
| ------------------------------------------------------------------------ | ------------------------------------------------------------------------ | ------------------------------------------------------------------------ | ------------------------------------------------------------------------ | ------------------------------------------------------------------------ | ------------------------------------------------------------------------ | ------------------------------------------------------------------------ | ------------------------------------------------------------------------ |
| 25-9-1998                                                                | Brisbane                                                                 | Australia                                                                | 2 – 0                                                                    | Figi                                                                     | Coppa d'Oceania 1998 - 1º turno                                          | -                                                                        | 62’                                                                      |
| 28-9-1998                                                                | Brisbane                                                                 | Australia                                                                | 16 – 0                                                                   | Isole Cook                                                               | Coppa d'Oceania 1998 - 1º turno                                          | 1                                                                        | 46’                                                                      |
| 4-10-1998                                                                | Brisbane                                                                 | Australia                                                                | 0 – 1                                                                    | Nuova Zelanda                                                            | Coppa d'Oceania 1998 - Finale                                            | -                                                                        | 46’                                                                      |
| 9-2-2000                                                                 | Valparaíso                                                               | Cile                                                                     | 2 – 1                                                                    | Australia                                                                | Amichevole                                                               | -                                                                        | 84’                                                                      |
| 12-2-2000                                                                | Valparaíso                                                               | Australia                                                                | 0 – 0                                                                    | Slovacchia                                                               | Amichevole                                                               | -                                                                        | 82’                                                                      |
| 15-2-2000                                                                | Valparaíso                                                               | Australia                                                                | 1 – 1                                                                    | Bulgaria                                                                 | Amichevole                                                               | -                                                                        | 75’                                                                      |
| 15-6-2000                                                                | Melbourne                                                                | Australia                                                                | 2 – 1                                                                    | Paraguay                                                                 | Amichevole                                                               | -                                                                        | 66’                                                                      |
| 23-6-2000                                                                | Papeete                                                                  | Australia                                                                | 6 – 0                                                                    | Isole Salomone                                                           | Coppa d'Oceania 2000 - 1º turno                                          | 1                                                                        |                                                                          |
| 4-10-2000                                                                | Dubai                                                                    | Australia                                                                | 1 – 0                                                                    | Kuwait                                                                   | Amichevole                                                               | -                                                                        | 66’                                                                      |
| 7-10-2000                                                                | Dubai                                                                    | Corea del Sud                                                            | 4 – 2                                                                    | Australia                                                                | Amichevole                                                               | -                                                                        | 42’                                                                      |
| 28-2-2001                                                                | Bogota                                                                   | Colombia                                                                 | 3 – 2                                                                    | Australia                                                                | Amichevole                                                               | 1                                                                        |                                                                          |
| 9-4-2001                                                                 | Coffs Harbour                                                            | Australia                                                                | 22 – 0                                                                   | Tonga                                                                    | Qual. Mondiali 2002                                                      | 2                                                                        |                                                                          |
| 14-4-2001                                                                | Coffs Harbour                                                            | Australia                                                                | 2 – 0                                                                    | Figi                                                                     | Qual. Mondiali 2002                                                      | -                                                                        | 65’                                                                      |
| 16-4-2001                                                                | Coffs Harbour                                                            | Australia                                                                | 11 – 0                                                                   | Samoa                                                                    | Qual. Mondiali 2002                                                      | 1                                                                        |                                                                          |
| 30-5-2001                                                                | Suwon                                                                    | Australia                                                                | 2 – 0                                                                    | Messico                                                                  | Conf. Cup 2001 - 1º turno                                                | -                                                                        | 66’                                                                      |
| 3-6-2001                                                                 | Taegu                                                                    | Corea del Sud                                                            | 1 – 0                                                                    | Australia                                                                | Conf. Cup 2001 - 1º turno                                                | -                                                                        | 46’                                                                      |
| 7-6-2001                                                                 | Yokohama                                                                 | Giappone                                                                 | 1 – 0                                                                    | Australia                                                                | Conf. Cup 2001 - Semifinale                                              | -                                                                        | 14’ 60’                                                                  |
| 9-6-2001                                                                 | Ulsan                                                                    | Australia                                                                | 1 – 0                                                                    | Brasile                                                                  | Conf. Cup 2001 - Finale 3º posto                                         | -                                                                        |                                                                          |
| 15-8-2001                                                                | Fukuroi                                                                  | Giappone                                                                 | 3 – 0                                                                    | Australia                                                                | Amichevole                                                               | -                                                                        |                                                                          |
| 6-7-2002                                                                 | Auckland                                                                 | Australia                                                                | 2 – 0                                                                    | Vanuatu                                                                  | Coppa d'Oceania 2002 - 1º turno                                          | -                                                                        | 5’ 72’                                                                   |
| 8-7-2002                                                                 | Auckland                                                                 | Australia                                                                | 2 – 0                                                                    | Nuova Caledonia                                                          | Coppa d'Oceania 2002 - 1º turno                                          | 2                                                                        | 46’                                                                      |
| 10-7-2002                                                                | Auckland                                                                 | Australia                                                                | 8 – 0 dts                                                                | Figi                                                                     | Coppa d'Oceania 2002 - 1º turno                                          | 1                                                                        | 58’                                                                      |
| 12-7-2002                                                                | Auckland                                                                 | Australia                                                                | 2 – 1 dts                                                                | Tahiti                                                                   | Coppa d'Oceania 2002 - Semifinale                                        | -                                                                        | 66’                                                                      |
| 14-7-2002                                                                | Auckland                                                                 | Nuova Zelanda                                                            | 1 – 0                                                                    | Australia                                                                | Coppa d'Oceania 2002 - Finale                                            | -                                                                        | 37’                                                                      |
| 12-2-2003                                                                | Londra                                                                   | Inghilterra                                                              | 1 – 3                                                                    | Australia                                                                | Amichevole                                                               | -                                                                        | 76’                                                                      |
| 19-8-2003                                                                | Dublino                                                                  | Irlanda                                                                  | 2 – 1                                                                    | Australia                                                                | Amichevole                                                               | -                                                                        |                                                                          |
| 7-9-2003                                                                 | Reading                                                                  | Australia                                                                | 2 – 1                                                                    | Giamaica                                                                 | Amichevole                                                               | -                                                                        |                                                                          |
| 30-3-2004                                                                | Londra                                                                   | Australia                                                                | 1 – 0                                                                    | Sudafrica                                                                | Amichevole                                                               | -                                                                        |                                                                          |
| 21-5-2004                                                                | Sydney                                                                   | Australia                                                                | 1 – 3                                                                    | Turchia                                                                  | Amichevole                                                               | -                                                                        | 46’                                                                      |
| 24-5-2004                                                                | Sydney                                                                   | Australia                                                                | 0 – 1                                                                    | Turchia                                                                  | Amichevole                                                               | -                                                                        | 85’                                                                      |
| 31-5-2004                                                                | Adelaide                                                                 | Australia                                                                | 9 – 0                                                                    | Tahiti                                                                   | Qual. Mondiali 2006                                                      | 1                                                                        |                                                                          |
| 2-6-2004                                                                 | Adelaide                                                                 | Australia                                                                | 6 – 1                                                                    | Figi                                                                     | Coppa d'Oceania 2004 - 1º turno                                          | -                                                                        | 46’                                                                      |
| 16-11-2004                                                               | Londra                                                                   | Australia                                                                | 2 – 2                                                                    | Norvegia                                                                 | Amichevole                                                               | -                                                                        | 76’                                                                      |
| 9-2-2005                                                                 | Durban                                                                   | Sudafrica                                                                | 1 – 1                                                                    | Australia                                                                | Amichevole                                                               | -                                                                        | 57’                                                                      |
| 26-3-2005                                                                | Sydney                                                                   | Australia                                                                | 2 – 1                                                                    | Iraq                                                                     | Amichevole                                                               | -                                                                        | 63’                                                                      |
| 9-6-2005                                                                 | Londra                                                                   | Australia                                                                | 1 – 0                                                                    | Nuova Zelanda                                                            | Amichevole                                                               | -                                                                        |                                                                          |
| 15-6-2005                                                                | Francoforte                                                              | Germania                                                                 | 4 – 3                                                                    | Australia                                                                | Conf. Cup 2005 - 1º turno                                                | -                                                                        | 83’                                                                      |
| 18-6-2005                                                                | Norimberga                                                               | Australia                                                                | 2 – 4                                                                    | Argentina                                                                | Conf. Cup 2005 - 1º turno                                                | -                                                                        |                                                                          |
| 21-6-2005                                                                | Lipsia                                                                   | Australia                                                                | 0 – 2                                                                    | Tunisia                                                                  | Conf. Cup 2005 - 1º turno                                                | -                                                                        | 38’                                                                      |
| 7-9-2005                                                                 | Honiara                                                                  | Isole Salomone                                                           | 1 – 2                                                                    | Australia                                                                | Qual. Mondiali 2006                                                      | -                                                                        | 67’                                                                      |
| 9-10-2005                                                                | Londra                                                                   | Australia                                                                | 5 – 0                                                                    | Giamaica                                                                 | Amichevole                                                               | -                                                                        |                                                                          |
| 3-11-2005                                                                | Sydney                                                                   | Australia                                                                | 7 – 0                                                                    | Isole Salomone                                                           | Qual. Mondiali 2006                                                      | 1                                                                        |                                                                          |
| 12-11-2005                                                               | Montevideo                                                               | Uruguay                                                                  | 1 – 0                                                                    | Australia                                                                | Qual. Mondiali 2006                                                      | -                                                                        | 31’                                                                      |
| 16-11-2005                                                               | Sydney                                                                   | Australia                                                                | 1 – 0 dts (4 – 2 dtr)                                                    | Uruguay                                                                  | Qual. Mondiali 2006                                                      | -                                                                        |                                                                          |
| 25-5-2006                                                                | Melbourne                                                                | Australia                                                                | 1 – 0                                                                    | Grecia                                                                   | Amichevole                                                               | -                                                                        | 50’                                                                      |
| 4-6-2006                                                                 | Rotterdam                                                                | Paesi Bassi                                                              | 1 – 1                                                                    | Australia                                                                | Amichevole                                                               | -                                                                        |                                                                          |
| 12-6-2006                                                                | Kaiserslautern                                                           | Australia                                                                | 3 – 1                                                                    | Giappone                                                                 | Mondiali 2006 - 1º turno                                                 | -                                                                        |                                                                          |
| 18-6-2006                                                                | Monaco                                                                   | Brasile                                                                  | 2 – 0                                                                    | Australia                                                                | Mondiali 2006 - 1º turno                                                 | -                                                                        |                                                                          |
| 22-6-2006                                                                | Stoccarda                                                                | Croazia                                                                  | 2 – 2                                                                    | Australia                                                                | Mondiali 2006 - 1º turno                                                 | -                                                                        | 75’                                                                      |
| 26-6-2006                                                                | Kaiserslautern                                                           | Italia                                                                   | 1 – 0                                                                    | Australia                                                                | Mondiali 2006 - Ottavi di finale                                         | -                                                                        |                                                                          |
| 6-9-2006                                                                 | Kuwait City                                                              | Kuwait                                                                   | 2 – 0                                                                    | Australia                                                                | Qual. Coppa d'Asia 2007                                                  | -                                                                        |                                                                          |
| 11-10-2006                                                               | Sydney                                                                   | Australia                                                                | 2 – 0                                                                    | Bahamas                                                                  | Qual. Coppa d'Asia 2007                                                  | -                                                                        |                                                                          |
| 14-11-2006                                                               | Londra                                                                   | Australia                                                                | 1 – 1                                                                    | Ghana                                                                    | Amichevole                                                               | -                                                                        |                                                                          |
| 6-2-2007                                                                 | Londra                                                                   | Australia                                                                | 1 – 3                                                                    | Danimarca                                                                | Amichevole                                                               | -                                                                        |                                                                          |
| 17-11-2007                                                               | Londra                                                                   | Australia                                                                | 1 – 0                                                                    | Nigeria                                                                  | Amichevole                                                               | -                                                                        | 46’                                                                      |
| 19-8-2008                                                                | Londra                                                                   | Australia                                                                | 2 – 2                                                                    | Sudafrica                                                                | Amichevole                                                               | -                                                                        | 46’                                                                      |
| 10-9-2008                                                                | Tashkent                                                                 | Uzbekistan                                                               | 0 – 1                                                                    | Australia                                                                | Qual. Mondiali 2010                                                      | 1                                                                        |                                                                          |
| 15-10-2008                                                               | Brisbane                                                                 | Australia                                                                | 4 – 0                                                                    | Qatar                                                                    | Qual. Mondiali 2010                                                      | -                                                                        | 46’                                                                      |
| 11-2-2009                                                                | Yokohama                                                                 | Giappone                                                                 | 0 – 0                                                                    | Australia                                                                | Qual. Mondiali 2010                                                      | -                                                                        | 21’                                                                      |
| 1-4-2009                                                                 | Sydney                                                                   | Australia                                                                | 2 – 0                                                                    | Uzbekistan                                                               | Qual. Mondiali 2010                                                      | -                                                                        |                                                                          |
| 6-6-2009                                                                 | Doha                                                                     | Qatar                                                                    | 0 – 0                                                                    | Australia                                                                | Qual. Mondiali 2010                                                      | -                                                                        |                                                                          |
| 14-10-2009                                                               | Melbourne                                                                | Australia                                                                | 1 – 0                                                                    | Oman                                                                     | Qual. Coppa d'Asia 2011                                                  | -                                                                        |                                                                          |
| 14-11-2009                                                               | Mascate                                                                  | Oman                                                                     | 1 – 2                                                                    | Australia                                                                | Qual. Coppa d'Asia 2011                                                  | -                                                                        |                                                                          |
| 1-6-2010                                                                 | Roodeport                                                                | Australia                                                                | 1 – 0                                                                    | Danimarca                                                                | Amichevole                                                               | -                                                                        | 46’                                                                      |
| 5-6-2010                                                                 | Roodeport                                                                | Australia                                                                | 1 – 3                                                                    | Stati Uniti                                                              | Amichevole                                                               | -                                                                        |                                                                          |
| 13-6-2010                                                                | Durban                                                                   | Germania                                                                 | 4 – 0                                                                    | Australia                                                                | Mondiali 2010 - 1º turno                                                 | -                                                                        |                                                                          |
| 19-6-2010                                                                | Rustenburg                                                               | Ghana                                                                    | 1 – 1                                                                    | Australia                                                                | Mondiali 2010 - 1º turno                                                 | -                                                                        | 68’                                                                      |
| 23-6-2010                                                                | Nelspruit                                                                | Australia                                                                | 2 – 1                                                                    | Serbia                                                                   | Mondiali 2010 - 1º turno                                                 | -                                                                        | 66’                                                                      |
| Totale                                                                   |                                                                          | Presenze                                                                 | 68                                                                       |                                                                          | Reti                                                                     | 12                                                                       |                                                                          |

## Palmarès

### Club

#### Competizioni nazionali
- Campionato australiano: 2

Wollongong Wolves: 2000, 2001
- Campionato svizzero: 7

Basilea: 2001-2002, 2003-2004, 2004-2005, 2007-2008, 2009-2010, 2010-2011, 2011-2012
- Coppa Svizzera: 6

Basilea: 2001-2002, 2002-2003, 2006-2007, 2007-2008, 2009-2010, 2011-12

### Nazionale
- Coppa d'Oceania: 1

2004

### Individuale
- Australian National Soccer League Player of the Year: 2000, 2001